# Николаевка (Первомайский район, Крым)
Никола́евка (до 1948 года Фри́линг; укр. Миколаївка, крымскотат. Nikolayevka, Николаевка) — исчезнувшее село в Первомайском районе Республики Крым, располагавшееся на юге района, в степной части Крыма, у границы с Сакским, примерно в 4,5 километрах южнее современного села Панфиловка.

## История
Еврейский переселенческий участок № 124 был образован, видимо, на рубеже 1930-х годов (поскольку впервые отмечен на карте по состоянию на 1931 год), в составе ещё Евпаторийского района и, видимо в те же годы, был организован колхоз «Ротер Штерн».
После создания 15 сентября 1931 года Фрайдорфского (переименованного в 1944 году в Новосёловский) еврейского национального района участок № 124 включили в его состав. Время присвоения селу названия Фрилинг по доступным историческим документам установить не удалось — оно записано уже на двухкилометровке 1942 года. Вскоре после начала отечественной войны часть еврейского населения Крыма была эвакуирована, из оставшихся под оккупацией большинство расстреляны.
С 25 июня 1946 года селение в составе Крымской области РСФСР Указом Президиума Верховного Совета РСФСР от 18 мая 1948 года, Фрилинг переименовали в Николаевку. 25 июля 1953 года Новоселовский район был упразднен и село включили в состав Первомайского. 26 апреля 1954 года Крымская область была передана из состава РСФСР в состав УССР. Время включения в Сусанинский сельсовет пока не установлено: на 15 июня 1960 года село уже числилось в его составе. Николаевка ликвидирована к 1968 году (согласно справочнику «Крымская область. Административно-территориальное деление на 1 января 1968 года» — в период с 1954 по 1968 годы, как село Сусанинского сельсовета).